# Proceso de separación

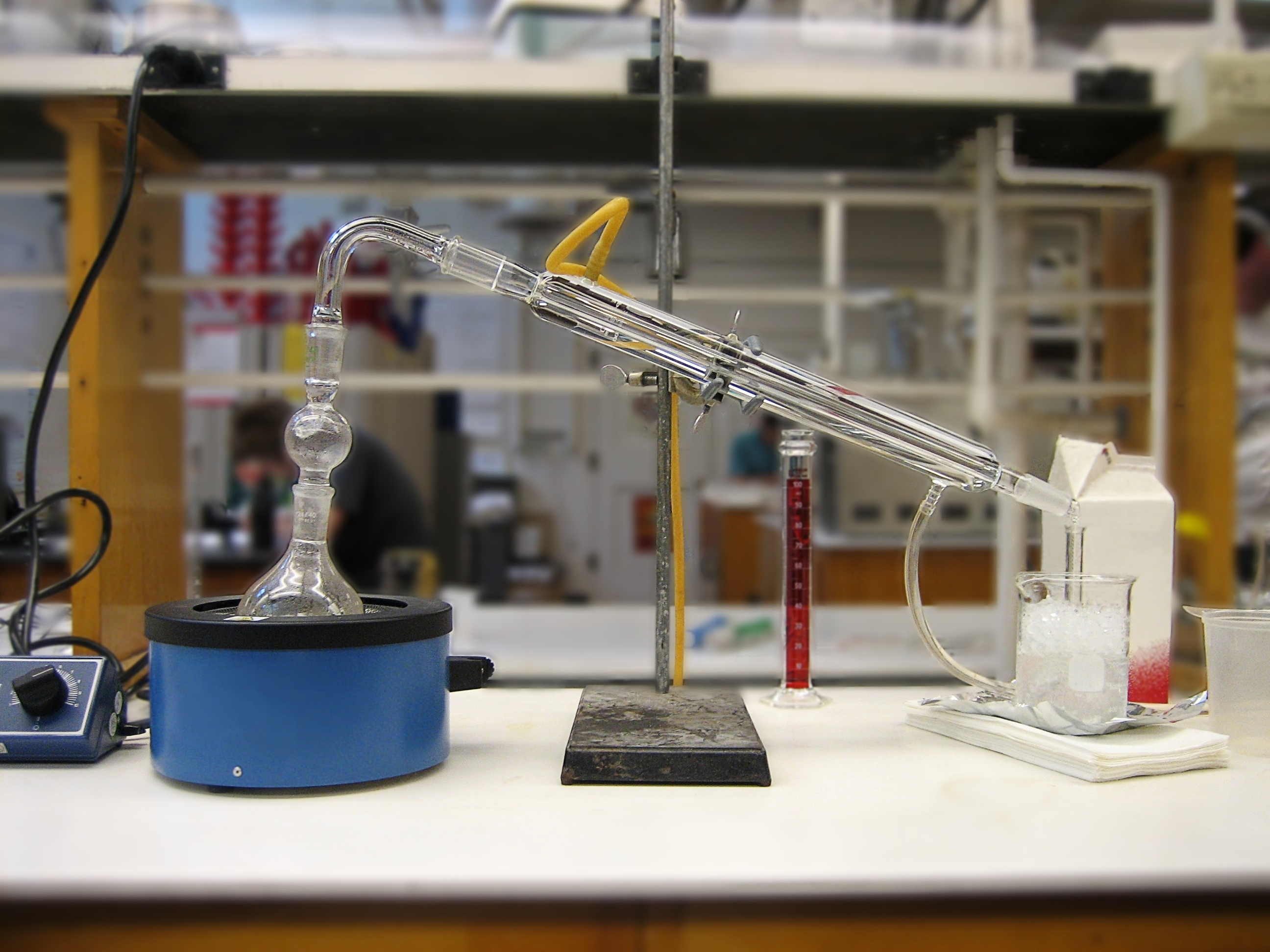
La destilación es una técnica de separación utilizada para separar líquidos con diferentes puntos de ebullición

En química, un proceso de separación se usa para transformar una mezcla de sustancias en dos o más productos distintos. Los productos separados podrían diferir en propiedades químicas o algunas propiedades físicas, tales como el tamaño o tipo de cristal.
Salvo muy pocas excepciones, casi todos los elementos químicos o compuestos químicos se encuentran naturalmente en un estado impuro, tales como una mezcla de dos o más sustancias. Muchas veces surge la necesidad de separarlos en sus componentes individuales. Las aplicaciones de separación en el campo de la ingeniería química son muy importantes. Un buen ejemplo es el petróleo. El petróleo crudo es una mezcla de varios hidrocarburos y tiene valor en su forma natural. Sin embargo, la demanda es mayor para varios hidrocarburos purificados, tales como gas natural, gasolina, diésel, combustible de jet, aceite lubricante, asfalto, etc.
Los procesos de separación pueden ser clasificados como procesos de transferencia de masas. La clasificación puede basarse en los medios de separación, mecánico o químico. La elección de la separación depende de una evaluación de ventajas y desventajas de cada uno. Las separaciones mecánicas suelen ser favorecidas en lo posible, debido al menor costo de operación comparado con las separaciones químicas. Los sistemas que no pueden ser separados por medios puramente mecánicos (por ejemplo, el petróleo) hacen que la separación química sea la solución restante. La mezcla a tratar puede ser una combinación de dos o más estados de agregación.
Dependiendo de la mezcla cruda, se pueden utilizar varios procesos para separar las mezclas. Muchas veces tienen que usarse dos o más procesos en combinación, para obtener la separación deseada. Además de los procesos químicos, también pueden aplicarse procesos mecánicos.

## Ejemplos de procesos de separación
- Separación por calor
  - Destilación, usada para mezclas de líquidos termoestables, con diferentes puntos de fusión, o para sólidos disueltos en un líquido.
  - Secado, la eliminación de líquido de un sólido por vaporización.
  - Evaporación
- Absorción.
- Centrifugación y ciclón, basados en diferencia de densidad.
- Cromatografía, que involucra la separación de sustancias disueltas diferentes (fase móvil) que fluyen a través de un material o fase estacionaria.  Las sustancias disueltas de la fase móvil se separan sobre la base de su interacción con la fase estacionaria.
- Cristalización
- Decantación
- Electroforesis, basado en la respuesta de las moléculas en un gel, a un campo eléctrico.
- Electrólisis
- Elutriación
- Extracción
  - Lixiviación
  - Extracción líquido-líquido
  - Extracción en fase sólida
- Floculación, basado en diferencias de densidad, utilizando un floculante como un jabón o detergente.
- Filtración
- Precipitación
- Recristalización
- Sedimentación, basado en diferencia de densidades.
  - Separación gravítica
- Separación magnética, basado en propiedades magnéticas.
- Tamizado
- Sublimación
- Fusión por zonas
- Separación natural, esta separación natural es como poner agua con sal en un vaso y dejarlo evaporar al aire libre, al día siguiente solo quedara la sal en el fondo del vaso con agua.